# Date FM News&Weather
Date FM News&weather（デイトエフエム ニュース アンド ウェザー）は、エフエム仙台（Date fm）で放送しているニュース番組である。2013年3月まではニュースと天気予報番組で、読売新聞、朝日新聞、河北新報の持ち回りで毎日伝えていた。同年4月1日より従来の日曜に加えて平日（日中を除く）と土曜も「JFNニュース」となり、自社制作ニュースは平日日中2回、河北新報が担当するのみになった。
スポンサーが無い場合は冒頭に「スタジオからこの時間の定時ニュースをお送りします。」と井上崇の録音タイトルアナウンスが入る。

## 放送時間
出典:
時刻表記は全てJST
平日
- 7:55 / 8:55（「Morning Brush」内包） - JFNニュース
- 11:55
- 13:55（月曜 - 木曜は「RAD 〜Radio All Day〜」内包、金曜は「AIRJAM Friday」内包）
- 15:55（金曜は「AIRJAM Friday」内包） - JFNニュース
- 18:55 / 20:55 - JFNニュース

土曜
- 8:55
- 11:55
- 14:55
- 16:55
- 18:55
- 20:55

以前は19:55にも放送があったが、2020年9月現在放送はない。
日曜
- 8:55
- 12:55
- 14:55
- 16:55
- 18:55
- 20:55